# گلبریث ۴۰۸۹
سیارک ۴۰۸۹ (به انگلیسی: 4089 Galbraith، نامگذاری:1986JG) چهار هزار و هشتاد و نهمین سیارک کشف شده‌است که در ۲ مه ۱۹۸۶ کشف شد.